# گویش ایرونی
ایرونی، ایرُنی یا ایرون (آسی: Иронау تلفظ: ایروناو) نام یکی از دو گویش اصلی زبان آسی در قفقاز است که توسط ایرونی‌ها صحبت می‌شود. زبان آسی یک زبان ایرانی است. بیش‌تر آلان‌ها این گویش را به کار می‌برند، به ویژه در شرق جنوب و مرکز اوستیای شمالی-آلانیا. در صورتی که در غرب این جمهوری گویش دیگوری (دیغوری) بیش‌تر رواج دارد.
ایرونی‌های جمهوری اوستی به خود ایر و به سرزمینشان ایریستان می‌گویند که به باور بیشتر ایران‌شناسان این نام از ریشه آریا و هم‌ریشه با نام ایران است.
گویشوران ایرونی از دیگر گویش‌های آسی بیش‌تر است و شمار ایرونی‌گویان ۴۰۰ هزار نفر و شمار گویشوران دیگوری ۱۰۰ هزار نفر ذکر شده‌است.
سیطرهٔ گویش ایرونی می‌تواند ناشی از این حقیقت باشد که زبان نوشتاری آسی به شدت مبتنی بر این گویش است.
گویش ایرونی خود مجموعه‌ای از گونه‌های گویشی ایرونی، توآلی، جاوی و کِسانی است.
زبان آسی و در پی آن گویش ایرونی برای نخستین بار در سال ۱۷۹۸ با خطی که گای تاکاشویلی برپایه خط اسلاوی کلیسایی درست کرده‌بود نوشته شد.
تنها تفاوتی که گویش‌وران ایرونی اوستیای شمالی و جنوبی دارند تلفظ انسدادی سایشی‌های پیش‌کامی c و ɜ صفیری‌های پیش‌کامی s و z است.